# Pyrinia amphisaria
Pyrinia amphisaria är en fjärilsart som beskrevs av Walker 1860. Pyrinia amphisaria ingår i släktet Pyrinia och familjen mätare. Inga underarter finns listade.